# Nowosiołki (rejon krasninski)
Nowosiołki (ros. Новосёлки) – wieś (ros. деревня, trb. dieriewnia) w zachodniej Rosji, w osiedlu wiejskim Mierlinskoje rejonu krasninskiego w obwodzie smoleńskim.

## Geografia
Miejscowość położona jest nad rzeką Łoswinka, 3 km od drogi federalnej R135 (Smoleńsk – Krasnyj – Gusino), 7 km od centrum administracyjnego osiedla wiejskiego (Mierlino), 4,5 km od centrum administracyjnego rejonu (Krasnyj), 42,5 km od Smoleńska, 20 km od najbliższej stacji kolejowej (Gusino).
W granicach miejscowości znajduje się ulica Dubrawnaja.

## Demografia
W 2010 r. miejscowość zamieszkiwały 3 osoby.